# Friendship (Maine)
Friendship ist eine Town im Knox County des Bundesstaates Maine in den Vereinigten Staaten. Im Jahr 2020 lebten dort 1142 Einwohner in 883 Haushalten auf einer Fläche von 81,25 km².

## Geografie
Nach dem United States Census Bureau hat Friendship eine Gesamtfläche von 81,25 km², von der 36,52 km² Land sind und 44,73 km² aus Gewässern bestehen.

### Geografische Lage
Friendship liegt im Südwesten des Knox Countys, an der Muscongus Bay des Atlantischen Ozeans. Es grenzt an das Lincoln County. Es gibt mehrere kleine Seen auf dem Gebiet der Town. Der größte ist der Forrest Pond. Zum Gebiet der Town gehören auch mehrere Inseln. Die bekanntesten sind Cranberry Island, Friendship Long Island, Harbor Island, Morse Island und Otter Island. Die Oberfläche des Gebietes ist leicht hügelig, ohne nennenswerte Erhebungen.

### Nachbargemeinden
Alle Entfernungen sind als Luftlinien zwischen den offiziellen Koordinaten der Orte aus der Volkszählung 2010 angegeben.
- Norden: Warren, 13,4 km
- Nordosten: Cushing, 10,1 km
- Südosten: St. George, 12,7 km
- Südwesten: Bristol, Lincoln County, 14,3 km
- Westen: Bremen, Lincoln County, 9,4 km
- Nordwesten: Waldoboro, Lincoln County, 7,8 km

### Stadtgliederung
In Friendship gibt es mehrere Siedlungsgebiete: East Friendship, Friendship, Lawry und Martin.

### Klima
Die mittlere Durchschnittstemperatur in Friendship liegt zwischen −5,6 °C (22 °Fahrenheit) im Januar und 18,3 °C (65 °Fahrenheit) im Juli. Damit ist der Ort gegenüber dem langjährigen Mittel der USA um etwa 6 Grad kühler. Die Schneefälle zwischen Oktober und Mai liegen mit bis zu zweieinhalb Metern mehr als doppelt so hoch wie die mittlere Schneehöhe in den USA; die tägliche Sonnenscheindauer liegt am unteren Rand des Wertespektrums der USA.

## Geschichte
Das Gebiet von Friendship gehörte zum Muscongus später Waldo Patent. Der indianische Name für das Gebiet war Meduncook für sandiger Hafen. Die europäische Besiedlung begann um 1750, als eine Garnison auf einer Insel im südlichen Teil errichtet wurde, die bei Niedrigwasser mit dem Festland verbunden ist. Erste Bewohner siedelten sich in der Nähe dieser Befestigung an.
Als Town wurde Friendship am 25. Februar 1807 organisiert. Zuvor wurde es im Jahr 1772 als Meduncook Plantation organisiert. Crotch Island wurde von Cushing 1834 der Town hinzugefügt, weitere Teile von Chushing kamen 1839 hinzu und Six Island im Jahr 1867.
Die Friendship Sloop, ein Bootstyp, wurde in Friendship um 1880 entwickelt.

### Einwohnerentwicklung
| Volkszählungsergebnisse – Town of Friendship, Maine | Volkszählungsergebnisse – Town of Friendship, Maine | Volkszählungsergebnisse – Town of Friendship, Maine | Volkszählungsergebnisse – Town of Friendship, Maine | Volkszählungsergebnisse – Town of Friendship, Maine | Volkszählungsergebnisse – Town of Friendship, Maine | Volkszählungsergebnisse – Town of Friendship, Maine | Volkszählungsergebnisse – Town of Friendship, Maine | Volkszählungsergebnisse – Town of Friendship, Maine | Volkszählungsergebnisse – Town of Friendship, Maine | Volkszählungsergebnisse – Town of Friendship, Maine |
| Jahr                                                | 1800                                                | 1810                                                | 1820                                                | 1830                                                | 1840                                                | 1850                                                | 1860                                                | 1870                                                | 1880                                                | 1890                                                |
| --------------------------------------------------- | --------------------------------------------------- | --------------------------------------------------- | --------------------------------------------------- | --------------------------------------------------- | --------------------------------------------------- | --------------------------------------------------- | --------------------------------------------------- | --------------------------------------------------- | --------------------------------------------------- | --------------------------------------------------- |
| Einwohner                                           |                                                     | 480                                                 | 587                                                 | 634                                                 | 725                                                 | 691                                                 | 770                                                 | 890                                                 | 938                                                 | 877                                                 |
| Jahr                                                | 1900                                                | 1910                                                | 1920                                                | 1930                                                | 1940                                                | 1950                                                | 1960                                                | 1970                                                | 1980                                                | 1990                                                |
| Einwohner                                           | 814                                                 | 776                                                 | 696                                                 | 742                                                 | 747                                                 | 772                                                 | 806                                                 | 834                                                 | 1000                                                | 1099                                                |
| Jahr                                                | 2000                                                | 2010                                                | 2020                                                | 2030                                                | 2040                                                | 2050                                                | 2060                                                | 2070                                                | 2080                                                | 2090                                                |
| Einwohner                                           | 1204                                                | 1152                                                | 1142                                                |                                                     |                                                     |                                                     |                                                     |                                                     |                                                     |                                                     |

## Wirtschaft und Infrastruktur

### Verkehr
Die Maine State Route 97 und die Maine State Route 202 verlaufen aus Nordwesten bzw. Nordosten kommend in einem Bogen durch Friendship. Sie vereinigen sich am südlichsten Punkt.

### Öffentliche Einrichtungen
Es gibt keine medizinischen Einrichtungen oder Krankenhäuser in Friendship. Die nächstgelegenen befinden sich in Waldoboro und Rockland.
In Friendship befindet sich die Friendship Public Library in der Harbor Road.

### Bildung
Friendship gehört zusammen mit Union, Warren, Waldoboro und Washington zur Regional School Unit 40.
Im Schulbezirk werden mehrere Schulen angeboten:
- Friendship Village School; Schulklassen Kindergarten bis 6. Schuljahr, in Friendship
- Miller School; Schulklassen Pre-Kindergarten bis 6. Schuljahr, in Union
- Union Elementary School; Schulklassen Pre-Kindergarten bis 6. Schuljahr, in Union
- Prescott Memorial School; Schulklassen Kindergarten bis 6. Schuljahr, in Waldoboro
- Warren Community School; Schulklassen Pre-Kindergarten bis 5. Schuljahr, in Warren
- Medomak Middle School; Schulklassen 7–8, in Waldoboro
- Medomak Valley High School; Schulklassen 9–12, in Waldoboro
- Rivers Alternative Middle School, in Union

## Persönlichkeiten

### Söhne und Töchter der Stadt
- Allen Alexander Bradford (1815–1888), Politiker